# Emil Skladanowsky
Emil Skladanowsky (Berlín, 1866 -  Berlín, 1945)  fue un cineasta e inventor de origen alemán que, junto con su hermano Max Skladanowsky  (Conocidos como "Los hermanos Skladanowsky") inventó el Bioscope (un aparato óptico utilizado para la reproducción y proyección de películas en movimiento). Presentaron este invento el jueves 1 de noviembre de 1895 al público del "Witergarten" Varieté, meses antes de la primera exhibición comercial del cinematógrafo de los Hermanos Lumière (28 de diciembre de 1895). El invento de estos últimos fue considerado técnicamente superior, pues era capaz de proyectar ocho fotogramas por segundo. A lo largo de la historia del cine la imagen de Emil Skaladanowsky ha estado menos reconocida que la de su hermano, Max, considerado este el principal inventor del Bioscope.

### Proyecciones
Su primera proyección se llevaba a cabo detrás de una pantalla mojada a fin de mejorar la transparencia de esta. Los hermanos Skladanowsky ofrecían espectáculos acompañados de música en directo donde sus imágenes se proyectaban alrededor de 6 segundos y se repetían. En el momento tuvieron bastante éxito.
Además, introducían en sus filmes muchas temáticas distintas: Su primer programa contaba con un combate de boxeo entre un canguro y un hombre, un baile, un malabarista, una lucha grecorromana...etc.
En un principio habían sido contratados para realizar su espectáculo en 1896 en el Folies Bergère de París pero este contrato se rompió tras el éxito de la proyección de los Lumière
Dada la superioridad técnica del invento de los Lumiére, los hermanos Skaladonowsky, especialmente Max, continuaron introduciendo mejoras en su proyector y cámara, haciendo tours en Alemania, Países Bajos y Escandinavia y un último show en Szczecin, el 30 de marzo de 1897. Estos shows utilizaba un sistema más sofisticado con una única banda de película y un mecanismo Rueda de Ginebra, pero los hermanos tuvieron que dejar de exhibir ya que las autoridades dejaron de renovarles el contrato porque "Había muchas licencias de películas en circulación".
Una vez concluido este período se sabe que Max volvió a su carrera fotográfica y eventos con la linterna mágica además de fundar una productora de películas. Esta compañía (Projection für Alle) también produjo numerosas películas en el principio del siglo XX, de las cuales algunas estaban dirigidas por su hermano menor Eugen Skladanowsky.

## Legado
Entre los años 1895 y 1905, los hermanos Skaladonowsky dirigieron alrededor de 25 o 30 cortometrajes. En 1995, el director alemán Wim Wenders dirigió el documental dramático Die Gebrüder Skladanowsky en colaboración con los estudiantes de la Academia de TV y cine de Múnich sobre la vida de los hermanos Skladanowsky, centrándose en la de Max.

### Filmografía
En estos filmes se recogen las obras atribuidas a los hermanos Skaladonowsky, por lo que pueden encontrarse obras en las que únicamente estuvo presente uno de los dos hermanos.
- 1895 : Bauerntanz zweier Kinder
- 1895 : Komisches Reck
- 1895 : Serpentinen Tanz
- 1895 : Jongleur
- 1895 : Das Boxende Känguruh
- 1895 : Akrobatisches Potpourri
- 1895 : Kamarinskaja
- 1895 : Ringkämpfer
- 1895 : Apotheose
- 1896 : Unter den Linden
- 1896 : Nicht mehr allein
- 1896 : Mit Ablösung der Wache
- 1896 : Lustige Gesellschaft vor dem Tivoli in Kopenhagen
- 1896 : Leben und Treiben am Alexanderplatz
- 1896 : Komische Begenung im Tiergarten zu Stockholm
- 1896 : Ausfahrt nach dem Alarm
- 1896 : Ankunft eines Eisenbahnzuges
- 1896 : Alarm der Feuerwehr
- 1896 : Die Wachtparade
- 1897 : Am Bollwerk in Stettin
- 1897 : Apotheose II
- 1897 : Am Bollwerk
- 1900 : Eine Moderne Jungfrau von Orleans
- 1905 : Eine Fliegenjagd oder Die Rache der Frau Schultze